# Knobbeldwergtandkaak
De knobbeldwergtandkaak (Gnathonarium dentatum) is een spinnensoort in de taxonomische indeling van de hangmatspinnen (Linyphiidae).
Het dier komt uit het geslacht Gnathonarium. Gnathonarium dentatum werd in 1834 beschreven door Wider.